# Lenvil Elliott
(en) Statistiques sur pro-football-reference
Lenvil Elliott (né le 2 septembre 1951 à Lexington, Missouri - mort le 12 octobre 2008 à Richmond, Missouri) est un joueur américain de football américain ayant évolué au poste de running back dans la National Football League (NFL) entre 1973 et 1981. Il remporte un Super Bowl (XVI). Elliott est un acteur important lors du drive de 89 yards des 49ers de San Francisco qui s'est conclu par The Catch lors d'un match éliminatoire contre les Cowboys de Dallas.